# Faculté de médecine et de pharmacie de Marrakech
 (novembre 2024).
Si vous disposez d'ouvrages ou d'articles de référence ou si vous connaissez des sites web de qualité traitant du thème abordé ici, merci de compléter l'article en donnant les références utiles à sa vérifiabilité et en les liant à la section « Notes et références ».
La Faculté de Médecine et de Pharmacie de Marrakech (FMPM) est un établissement d'enseignement supérieur public marocain de médecine et de pharmacie créé en 1999. La faculté est affiliée à l'Université Cadi Ayyad de Marrakech. Elle est également liée au CHU Mohammed VI, inauguré en 2002.
Comme l'hôpital Ibn Tofail dont elle est proche, la faculté est située dans le quartier de Semlalia, dans le centre-ville de Marrakech.

## Histoire
La création de la FMPM a été faite par Feu sa Majesté Hassan II, que Dieu l’ait en sa sainte Miséricorde, en 1994.

## Doyens anciens et actuels
| Titre | Doyen                  | Période                 |
| ----- | ---------------------- | ----------------------- |
| Pr    | Badie-Azzamann Mehadji | 1999-2004               |
| Pr    | Abdelhaq Alaoui Yazidi | 2004-2009               |
| Pr    | Abdelhaq Alaoui Yazidi | 2009-2014               |
| Pr    | Mohamed Amine          | 2014-2015 (par intérim) |
| Pr    | Mohammed Bouskraoui    | 2015-2019               |
| Pr    | Mohammed Bouskraoui    | 2020-2024               |
| Pr    | Said Zouhair           | 2024- Actuel            |